# Jaboti
Jaboti là một đô thị thuộc bang Paraná, Brasil. Đô thị này có diện tích 139,21 km², dân số năm 2007 là 5245 người, mật độ 34,1 người/km².